# Nissan Teana
O  Teana  é um sedan de porte grande da Nissan. Foi introduzido pela primeira vez no final de 2003 para o mercado doméstico japonês. Em seguida, foi introduzido em outros mercados asiáticos, como Singapura. A partir de 2004, chegou ao mercado europeu.
Esse modelo de veículo possui versões equipadas com transmissão continuamente variável (Câmbio CVT).